# Синя Гора
Си́ня Горá — проміжна залізнична станція Запорізької дирекції Придніпровської залізниці на неелектрифікованій лінії Пологи — Верхній Токмак I між станціями Верхній Токмак I (9 км) та Кирилівка (8 км). Розташована у селі Новополтавка Бердянського району Запорізької області.

## Історія
Станція відкрита 1960 року, є однією з молодих станцій Запорізької дирекції на лінії Пологи — Верхній Токмак I. Своєю назвою станція зобов'язана розташованою неподалік гори Токмак-Могила — гранітному виступу в Приазовському степу, настільки рідкісного на безкрайній рівнині. Цей виступ нагадує гору, а граніт надає їй своєрідного відтінку, звідси й пішла назва станції — Синя Гора. Висота цієї гори — 307 метрів над рівнем моря (друга найвища точка у Запорізькій області). Татаро-монголи, що з'явилися тут у XIII столітті, назвали цю гору Токмак, а запорозькі козаки — Токмак-Могила. Слово «токмак» на українську мову перекладається як «насичений», або «є вдосталь їжі». Мабуть, це скоріше відносилося не до гори, а до благодатної навколишньої місцевості. Сучасні мешканці цих місць називають Синьою горою.
У 1960 році збудований невеликий вокзал, який також є приміщенням чергового по станції. Насамперед станція відкрита для обслуговування Новополтавського гранітного кар'єру, що розташований поблизу Синьої Гори. Також послугами залізниці користуються пасажири із села Новополтавка, розташованого неподалік.

## Пасажирське сполучення
До російського вторгнення в Україну (з 2022) на станції Синя Гора зупинялися пасажирські та приміські поїзди.
| Рух поїздів по станції Синя Гора | Рух поїздів по станції Синя Гора | Рух поїздів по станції Синя Гора |
| №                                | Маршрут сполучення               | Періодичність курсування         |
| Приміське сполучення             | Приміське сполучення             | Приміське сполучення             |
| -------------------------------- | -------------------------------- | -------------------------------- |
| 6842/6841                        | Бердянськ — Запоріжжя II         | Щоденно                          |
| 6852/6851                        | Запоріжжя I — Бердянськ          | Щоденно                          |
| 6850/6849                        | Бердянськ — Запоріжжя II         | Щоденно                          |
| 6844/6843                        | Запоріжжя II — Бердянськ         | Щоденно                          |
| Далеке сполучення                |                                  |                                  |
| 115                              | Київ — Запоріжжя — Бердянськ     | Щоденно, з 26 березня 2018       |
| 116                              | Бердянськ — Запоріжжя — Київ     | Щоденно, з 26 березня 2018       |

До деокупації тимчасово окупованої території від російських загабників залізничне сполучення ттмчасово припинено.